# スズキアリーナ夕焼け応援団
スズキアリーナ夕焼け応援団（スズキアリーナゆうやけおうえんだん）は、2004年から2008年まで、ニッポン放送・毎日放送・東海ラジオでプロ野球のオフシーズン（毎年10月〜翌年3月）に放送されていた企画ネット番組。自動車メーカー・スズキの1社提供による生放送番組で、タイトルの「スズキアリーナ」は同社製の自動車を販売する特約店を指す。

## 放送日時
すべて毎週月曜日〜金曜日の放送。
- ニッポン放送
  - 17:45-17:50（『松本ひでおのショウアップナイターGO!GO!』(17:30-20:30)枠内）
- 毎日放送
  - 18:05-18:15（月/『いざゆけ!八木裕!』(18:00-19:00)・火〜金/『太田幸司の熱血!!タイガーススタジアム』(17:25 18:30)枠内）
    - 月～木曜日は、上記の番組に出演するMBSのプロ野球解説者を中心に、阪神タイガースなどプロ野球に関する話題を論じる構成。月曜日には八木、他の曜日には『熱血!!タイガーススタジアム』のアシスタントが提供クレジットを読んでいた。
    - 金曜日のみ、近畿地方のスズキアリーナ店（1店舗）から生中継。その店舗が推薦するスタッフ1名に対して、スタジオからプロ野球に関するクイズを1題出していた。中継リポーターは、『熱血!!タイガーススタジアム』のアシスタントのうち1名（2006年度は川畑亜紀、2007・2008年度は三瓶京子）が担当。エンディングは、出演したスタッフによる店舗のPRに充てていた。
- 東海ラジオ
  - 18:20-18:30（『2COOL!』枠内）

## ニッポン放送での企画

### 2004年度・2005年度
「一人しりとり脳みそQ」
あるテーマに沿ったしりとりを1分以内にどれだけ答えられるかという企画。リポーター福田記子がリスナーの自宅・仕事先に出向く。答えた数×1しりとりにつき1000円の賞金。しかし語尾に「ん」がついてしまう終了となり、賞金なしとなる。
2004年ナイターオフ編成時は『笑顔満開!ひでたけ・のりこの大吉ラジオ』（現在の『笑顔満開!ひでたけ・よしこの大吉ラジオ』）の中で放送していたが、2005年シーズンは『大吉ラジオ』の放送時間拡大をせず、『松本ひでおのショウアップナイターストライク!』の中で放送した。

### 2006年度・2007年度
「ショウアップナイタープロ野球クイズ」
プロ野球に関するクイズ3問をリスナーに出す。前年同様、福田記子がスズキアリーナに出向いてリポートする。1問正解につき3,000円、全問正解だと10,000円の賞金となる。
2006年度・2007年度は『松本ひでおのショウアップナイターネクスト!』の中で放送された。2007年度の当番組には「野球が好きでたまらない!!」というサブ冠が付いていた。

### 2009年度以降
- 当番組を企画ネット扱いで内包していた『2COOL!』『熱血!タイガーススタジアム』が、いずれも2008年度限りで終了した。